# تيرينس كوه
تيرينس كوه هو نحات ومصور كندي، ولد في 1977 في بكين في الصين.